# Banca Giuratale w Mdinie
Banca Giuratale (malt. Banka Ġuratali), znany też jako Municipal Palace (malt. Palazz Muniċipali) – pałac w Mdinie na Malcie. Zbudowany w XVIII w. dla miejskiej rady administracyjnej oraz sądów. Był później używany jako prywatna rezydencja oraz szkoła. Aktualnie mieści się w nim część Państwowego Archiwum Malty.

## Historia
Banca Giuratale został zbudowany w latach 1726–1728, jako siedziba lokalnej rady mieszkańców Mdiny zw. Università, po tym, jak jej pierwsza siedziba została zabrana przez Wielkiego Mistrza Antonio Manoela de Vilhenę, aby zbudować tam Palazzo Vilhena. Nowy budynek został zaprojektowany przez Charlesa François de Mondion, francuskiego architekta, który był odpowiedzialny za odbudowę wielu budynków w Mdinie. Budynek był również siedzibą sądu rejonowego.
W czasie powstania Maltańczyków przeciwko francuskiej okupacji Malty (1798–1800) Banca Giuratale było miejscem spotkań Zgromadzenia Narodowego, ustanowionego przez Maltańczyków do rządzenia krajem i blokowaniu ruchów sił francuskich.
Budynek został wynajęty osobom prywatnym w 1831 roku. W roku 1881, Wydział Edukacji przekształcił go w szkołę średnią, która została zamknięta w 1969 roku. Następnie Siostry św. Doroty używały budynku jako szkoły prywatnej, do roku 1978, kiedy wygasła umowa najmu.
Od 1988 roku, Banca Giuratale mieści Wydział Dokumentacji Prawnej Państwowego Archiwum Malty. W archiwum znajdują się wszystkie dokumenty sądowe od roku 1530 do 1899, włączając w to dokumenty Consolato del Mare di Malta – maltańskiego trybunału morskiego z lat 1697–1814.
Banca Giuratale w Mdinie, wraz z Banca Giuratale w Victorii, zostały sportretowane na banknocie o nominale 2Lm, który był w obiegu w latach 1989–2007.
W roku 2012 Rada Miejska Mdiny, która ma swą siedzibę w Corte Capitanale, poprosiła o możliwość używania pomieszczeń Banca Giuratale.
Budynek jest umieszczony na liście National Inventory of the Cultural Property of the Maltese Islands (wpis 28.12.2012, nr 01188).

## Architektura

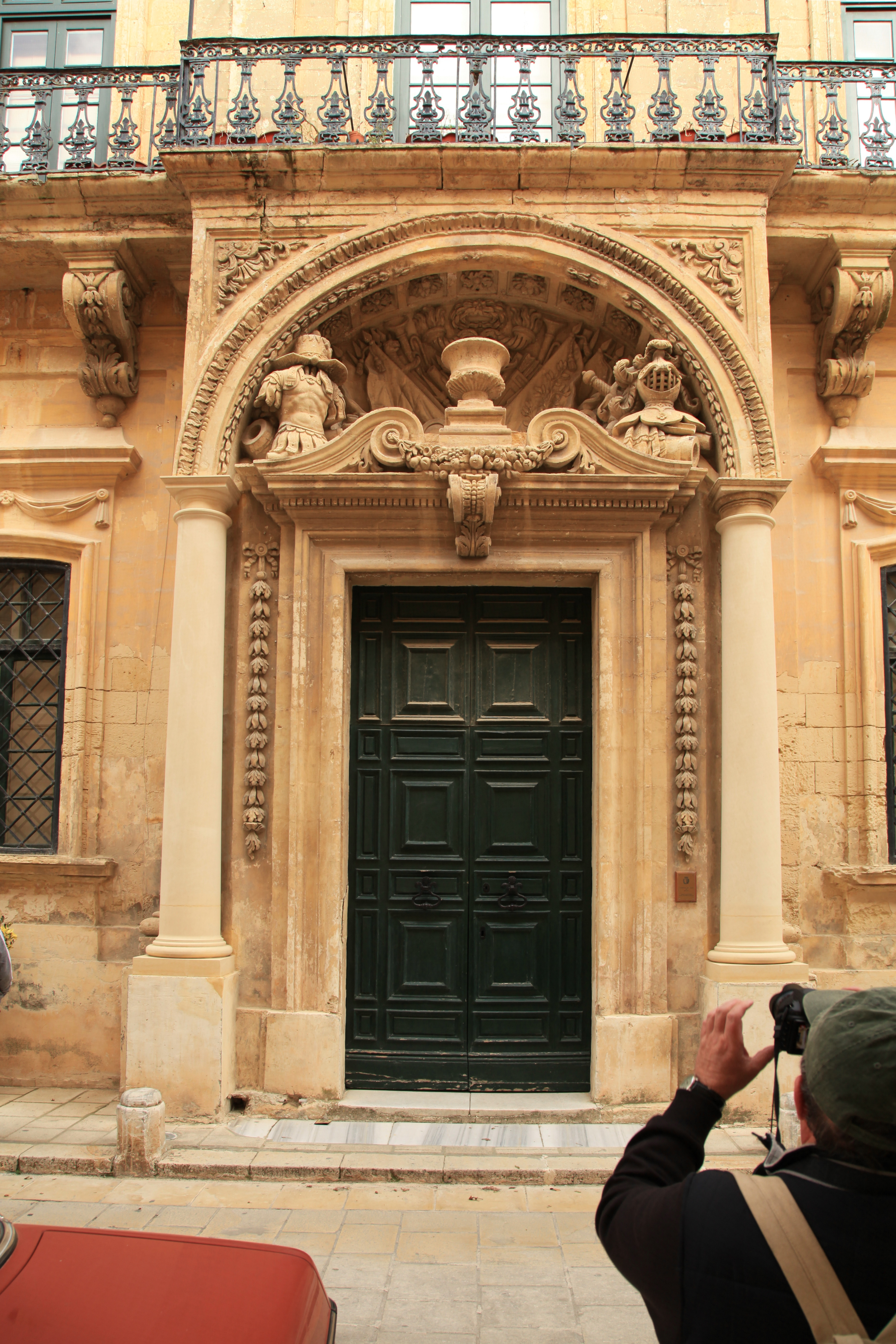
Wejście główne do Banca Giuratale

Banca Giuratale został zbudowany w stylu barokowym. Główne wejście ma bogato dekorowane półkoliste sklepienie, podparte na dwóch kolumnach, które wspierają również balkon pierwszego piętra. Gzyms ponad piętrem (na wysokości dachu) zdobiony jest herbem de Vilheny oraz herbem miejskim Mdiny.